# Joseph de La Font
Pour les articles homonymes, voir Font et Lafont.
François Joseph de La Font (parfois écrit Lafont) est un dramaturge français né à Paris en 1686 et mort à Passy le 21 mars 1725.
Il est le fils aîné de Joseph Delafont (+ 1704), procureur au parlement de Paris, et de sa première épouse Marie Anne Thomin. 
Il compose une vingtaine de pièces de théâtre, seul ou en collaboration avec Lesage et d'Orneval.
Sa passion pour le vin et le jeu seraient responsables de sa mort précoce à l'âge de trente-neuf ans.